# Duwet (Panarukan)
Duwet is een bestuurslaag in het regentschap Situbondo van de provincie Oost-Java, Indonesië. Duwet telt 2929 inwoners (volkstelling 2010).